# Megaselia luteifasciata
Megaselia luteifasciata är en tvåvingeart som först beskrevs av Borgmeier 1925.  Megaselia luteifasciata ingår i släktet Megaselia och familjen puckelflugor. Inga underarter finns listade i Catalogue of Life.